# Pseudopedaria lamottei
Pseudopedaria lamottei là một loài bọ cánh cứng trong họ Bọ hung (Scarabaeidae).